# Stráž nad Nisou
Stráž nad Nisou település Csehországban, Libereci járásban. Stráž nad Nisou Liberec településsel határos. Lakosainak száma 2400 fő (2024. január 1.).

## Népesség
A település lakosságának változását az alábbi diagram mutatja:
| Lakosok száma | 2102 | 2224 | 2515 | 1604 | 1550 | 1772 | 2344 | 2370 | 2359 | 2400 |
|               | 1869 | 1890 | 1921 | 1950 | 1980 | 2001 | 2017 | 2019 | 2022 | 2024 |